# Dolichopoda azami
Dolichopoda azami is een rechtvleugelig insect uit de familie grottensprinkhanen (Rhaphidophoridae). Het is een troglobiet, wat wil zeggen dat de soort alleen in grotten wordt aangetroffen. De wetenschappelijke naam van deze soort is voor het eerst geldig gepubliceerd in 1893 door Saulcy.
1. ↑  (en) Dolichopoda azami op de IUCN Red List of Threatened Species.